# Swansong (album)
Pour les articles homonymes, voir Swansong.
Albums de Carcass
Heartwork Wake Up And Smell The...Carcass
Swansong (littéralement Chant du cygne) est le cinquième album studio du groupe de death metal britannique Carcass, sorti en 1996.
Comme son titre l'indique (chant du cygne), cet album est le dernier du groupe, du moins jusqu'à sa reformation en 2007 et la sortie de Surgical Steel en 2013.
Sorti en 1996, il est le plus mélodique de la discographie du groupe et opte pour un style appelé death 'n' roll. Sur ce disque, Carcass abandonne les thèmes médicaux et le gore pour se consacrer à l'antireligion absolue.

## Liste des chansons de l'album
1. Keep on Rottiing in the Free World - 3:42
2. Tomorrow Belongs to Nobody - 4:17
3. Black Star - 3:29
4. Cross My Heart - 3:34
5. Childs Play - 5:43
6. Room 101 - 4:35
7. Polarized - 4:02
8. Generation Hexed - 3:48
9. Firm Hand - 5:22
10. Rock the Vote - 3:53
11. Don't Believe a Word - 3:57
12. Go to Hell - 3:22

## Composition du groupe
- Jeff Walker : chant et basse
- Bill Steer : guitare
- Carlo Regadas : guitare
- Ken Owen : batterie